# Idea enganoënsis
Idea enganoënsis är en fjärilsart som beskrevs av Hans Fruhstorfer 1906. Idea enganoënsis ingår i släktet Idea och familjen praktfjärilar. Inga underarter finns listade i Catalogue of Life.